# Sesamia hirayamae
Sesamia hirayamae là một loài bướm đêm trong họ Noctuidae.